# Eiskunstlauf-Weltmeisterschaften 2020
Die Eiskunstlauf-Weltmeisterschaften 2020 sollten vom 16. bis 22. März 2020 in der kanadischen Metropole Montreal stattfinden. Dies gab das Council der Internationalen Eislaufunion (ISU) im Juni 2017 bekannt. Montreal wäre nach den Weltmeisterschaften 1932 zum zweiten Mal Schauplatz der Eiskunstlauf-Weltmeisterschaften gewesen. Der Veranstaltungsort sollte das Centre Bell sein.
Am 11. März 2020 entschied die Regierung der Provinz Quebec die Absage der Titelkämpfe wegen der COVID-19-Pandemie. Gesundheitsministerin Danielle McCann gab als Grund das Übertragungsrisiko an. Zuletzt waren die Eiskunstlauf-Weltmeisterschaften im Jahr 1961 abgesagt worden, als das Flugzeug mit der US-Mannschaft auf dem Weg nach Prag abgestürzt war. Insgesamt starben damals 73 Menschen. Am 16. April 2020 wurden die Weltmeisterschaften von der ISU endgültig abgesagt.

## Startplätze
Folgenden Ländern standen auf Grundlage der Vorjahresergebnisse mehrere Startplätze für die Weltmeisterschaften 2020 zu.
| Startplätze | Herren                                          | Damen                              | Paare                                                               | Eistanz                            |
| ----------- | ----------------------------------------------- | ---------------------------------- | ------------------------------------------------------------------- | ---------------------------------- |
| 3           | Vereinigte Staaten Japan                        | Russland Kasachstan Japan          | Volksrepublik China Russland                                        | Russland Vereinigte Staaten Kanada |
| 2           | Volksrepublik China Russland Italien Tschechien | Vereinigte Staaten Südkorea Kanada | Frankreich Kanada Italien Vereinigte Staaten Österreich Deutschland | Frankreich Italien                 |